# Lew Beck
Lewis William "Lew" Beck, Jr (Portland (Oregon), 19 de abril de 1922 — Great Falls (Montana), 3 de abril de 1970) foi um basquetebolista estadunidense que integrou a Seleção Estadunidense de Basquetebol Masculino na disputa dos XIV Jogos Olímpicos de Verão em 1948 realizados em Londres, Reino Unido.

## Biografia
Lew Beck nunca jogou basquetebol em nível colegial, todavia era destaque dos Philips 66ers da Philips Oil na disputa da Liga AAU. Beck também não se profissionalizou e preferiu uma carreira na área negocial da Philips Oil.